# Trpejca
Trpejca (makedonska: Трпејца [tr̩ˈpɛjt͡sa]) är en ort i kommunen Ohrid i sydvästra Nordmakedonien. Orten ligger vid Ohridsjön, cirka 17,5 kilometer söder om Ohrid. Trpejca hade 320 invånare vid folkräkningen år 2021.
Trpejca har traditionellt sett varit en fiskeby, men har på senare tid även utvecklats till en turistort för rikare makedonier under sommarmånaderna. I byn finns en liten skola, två butiker samt en nybyggd kyrka, byggd på samma plats som den förra stod på. Trpejca har benämnts som Makedoniens Saint-Tropez.